# Macrocera stigma
Macrocera stigma är en tvåvingeart som beskrevs av Curtis 1837. Macrocera stigma ingår i släktet Macrocera och familjen platthornsmyggor. Arten är reproducerande i Sverige. Inga underarter finns listade i Catalogue of Life.

## Bildgalleri

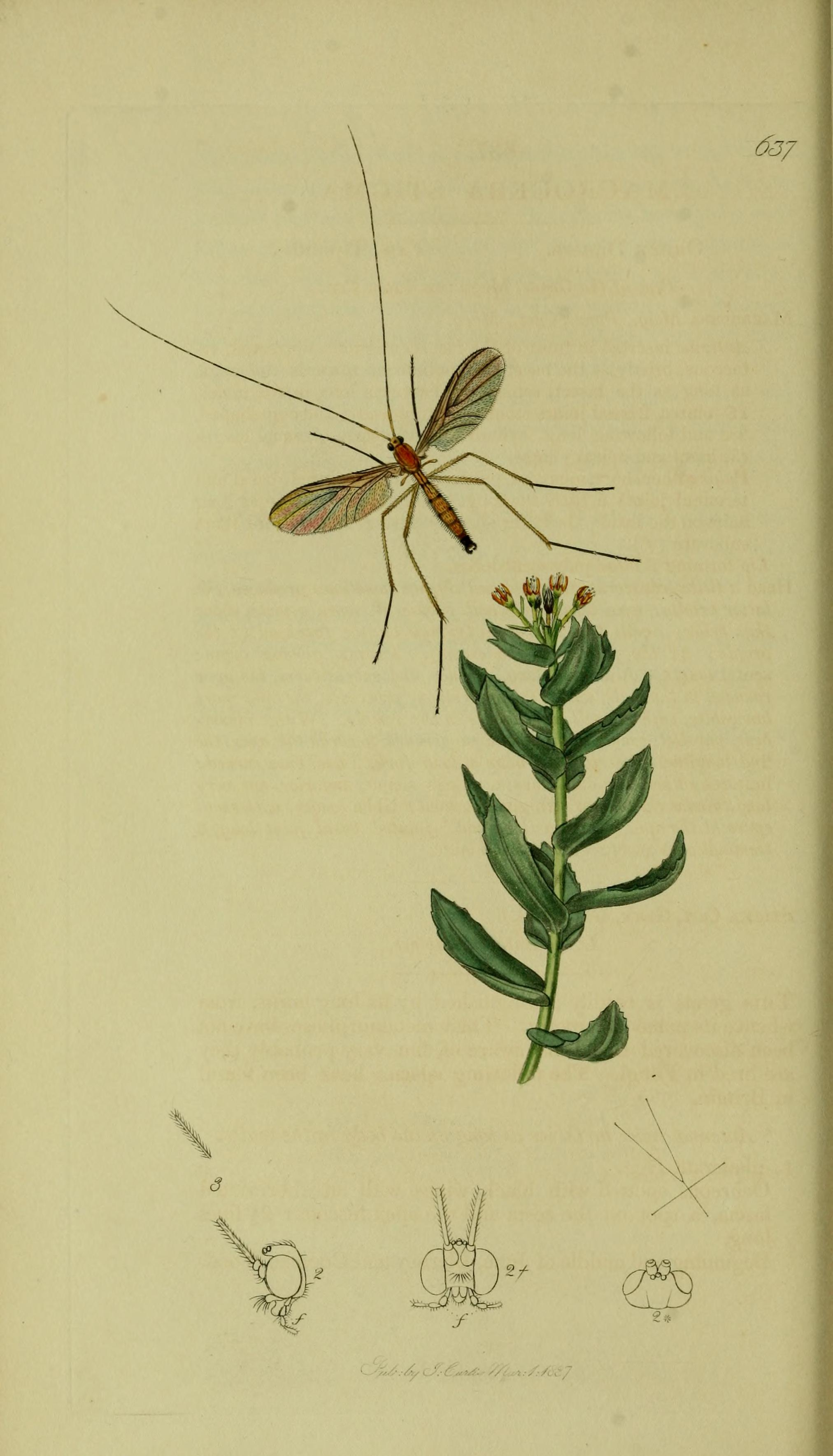